# 防暴警察

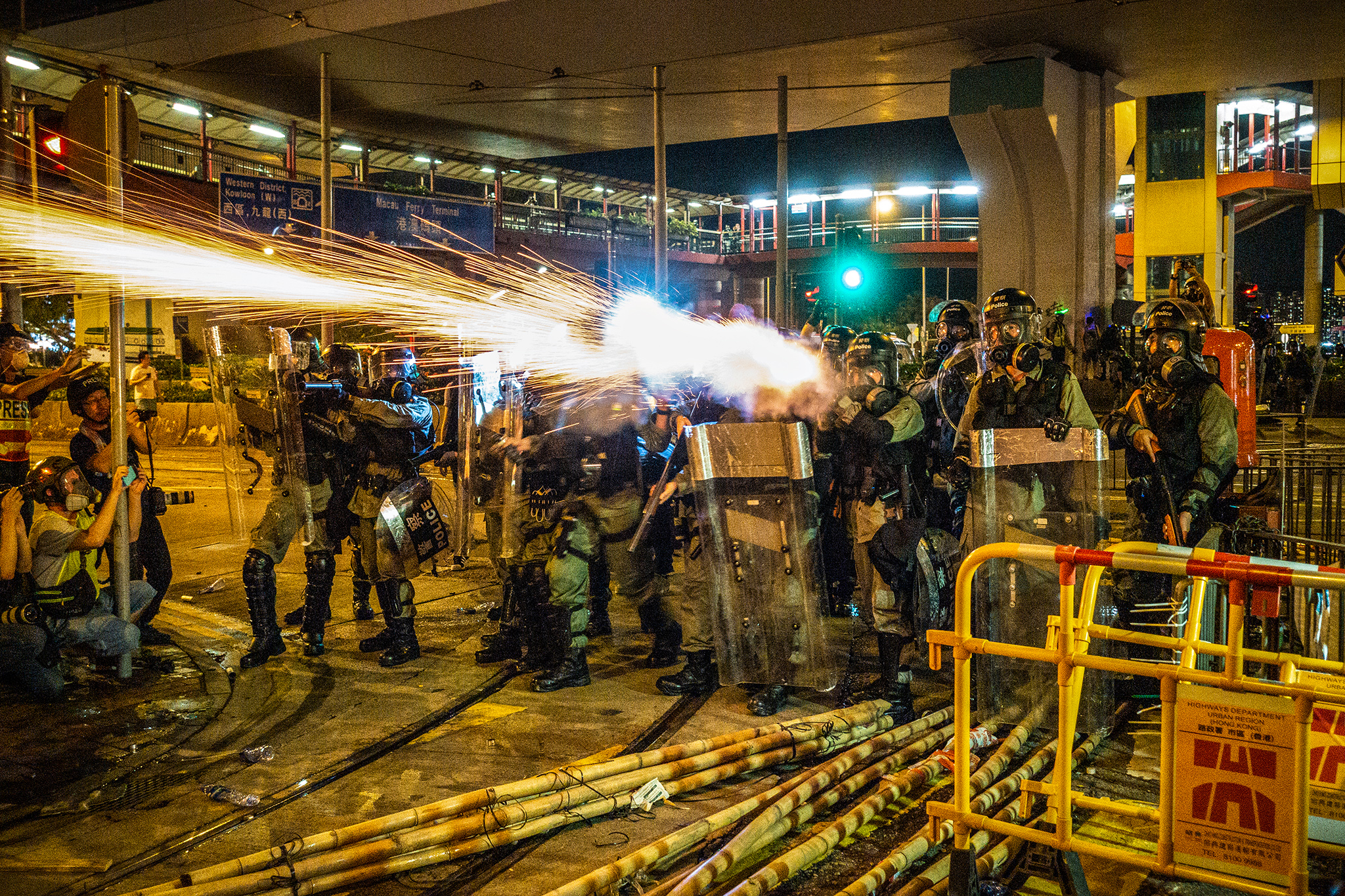
香港的防暴警察在2019年7月28日上環衝突發射催淚彈

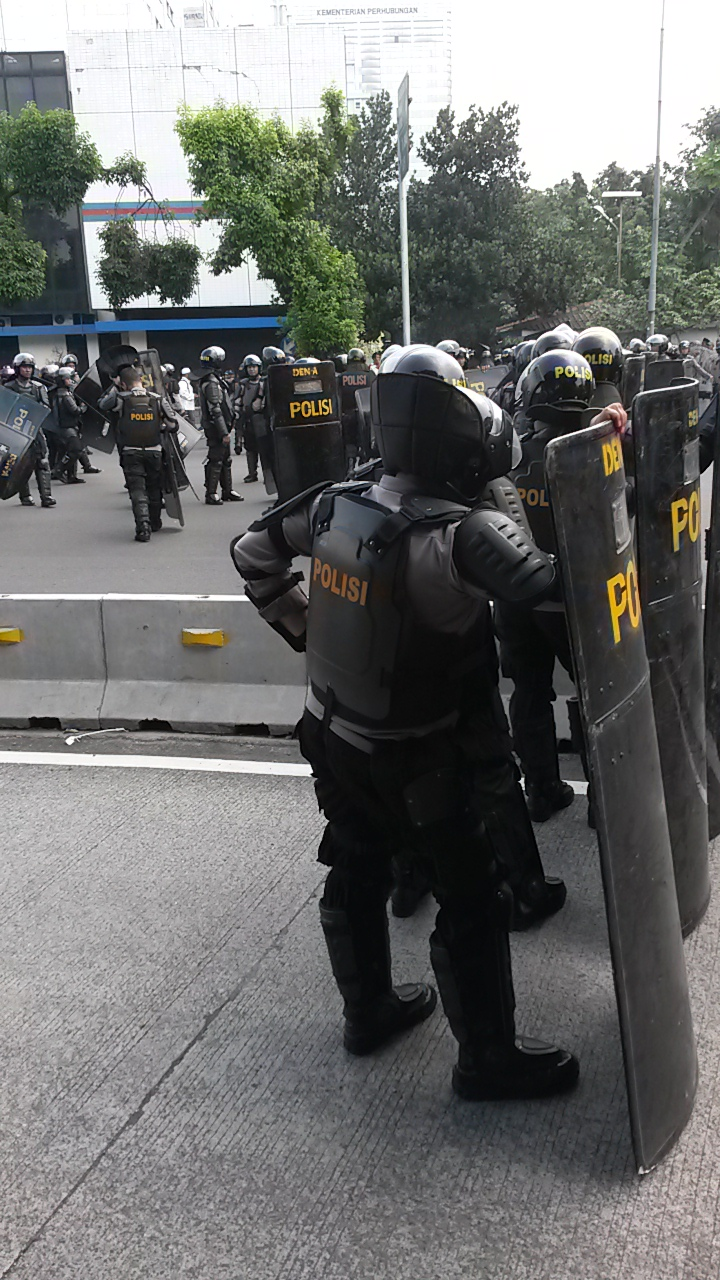
印尼防暴警察機動部隊 (印尼)

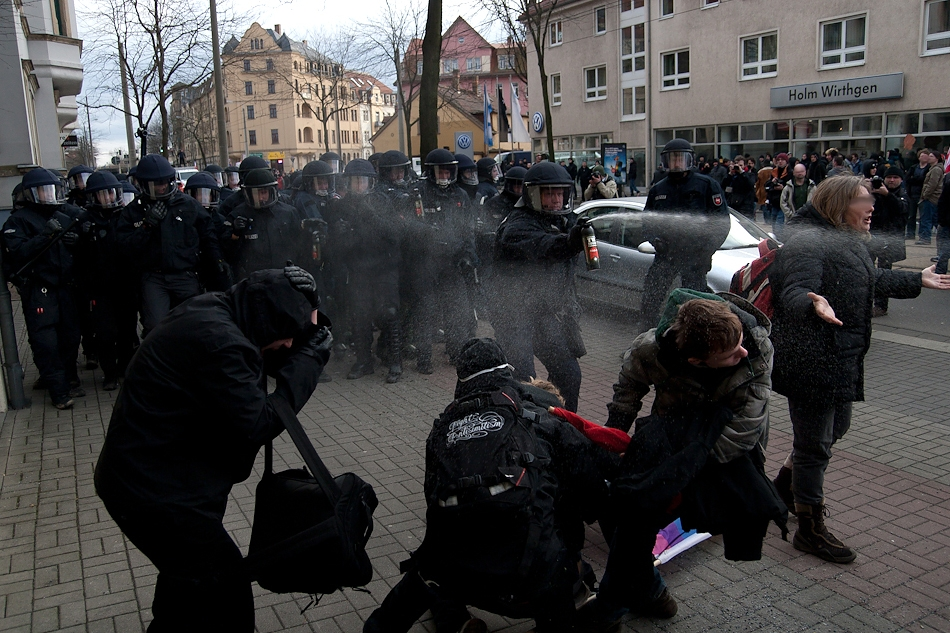
德國聯邦防暴警察用胡椒噴霧噴射一群抗議者。

防暴警察是組織、部署、訓練和裝備以應對群眾、抗議或騷亂的警察。
防暴警察可能是在特定情況下擔任防暴警察角色的常規警察，或者他們可能是在正規警察部隊內或與其並行組織的單獨部隊。防暴警察用於各種不同的情況，並用於各種不同目的。他們可能被用來控制騷亂，如他們的名字所示，驅散或控制人群，維持公共秩序或阻止犯罪，保護人民或財產。防暴警察的另一個職能是對非法佔用的建築物或區域執行恢復命令。他們也可能被要求在兩個或更多具有相反理念的抗議者之間進行調解，並防止他們傷害對方和無關的人，防止在大型事件中發生爭執和進行保護。

## 功能
這類單位的主要功能是維護公共秩序。有效控制不同的活動，如遊行、示威或抗議活動，以防止它們損害甚至對公共和私人的其他人和貨物造成傷害。
目的是維持社會日常生活中的正常狀況。因此，其功能通常集中在預防、控制和必要時恢復秩序上。